# Бежвник (гмина)
Бежвник (пол. Bierzwnik) — сельская гмина (волость) в Польше, входит как административная единица в Хощненский повет, Западно-Поморское воеводство. Население — 4822 человека (на 2013 год).

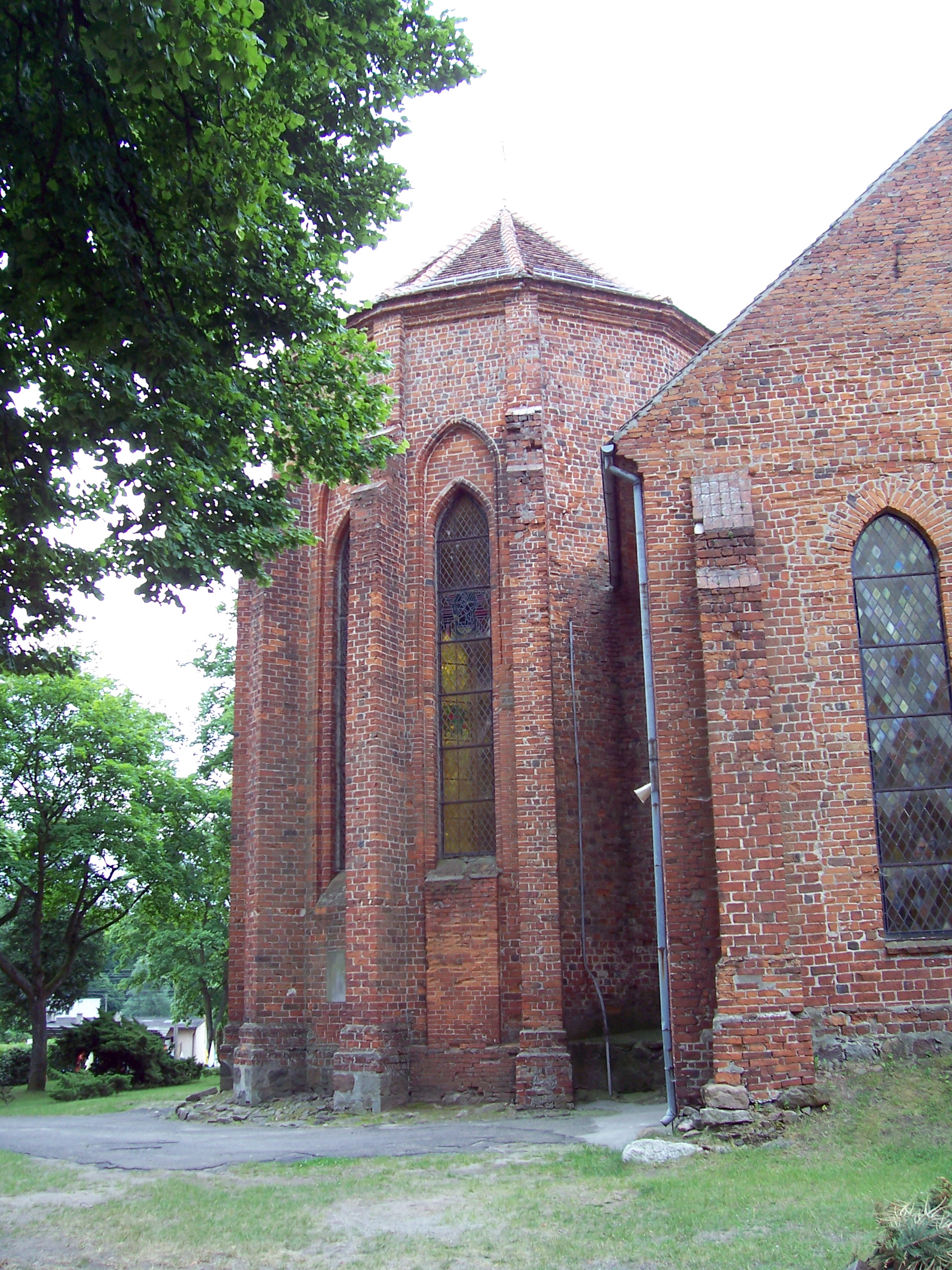
Бежвник. Бывший монастырь